# كأس النرويج 2005
كأس النرويج 2005 (بالنرويجية: Norgesmesterskapet i fotball for menn 2005)‏ هو موسم من كأس النرويج. أقيم خلال الفترة 7 مايو 2005 وحتى 6 نوفمبر 2005، وأشرف على تنظيمه اتحاد النرويج لكرة القدم، وكان عدد الأندية المشاركة فيه 32، وفاز فيه نادي مولده.